# Партия реформ (США)
«Партия реформ»  — политическая партия США. Была создана в 1995 году. Основатель — Росс Перо, ранее участник президентских выборов США в 1992 году.
Партия создавалась как новая политическая сила, независимая ни от одной из двух основных партий США. Одной из основных идей партии была борьба с коррупцией.
Помимо основателя были известны такие политики «Партии реформ», как Пат Бьюкенен и Ральф Нейдер. Кроме того, с 1999 по 2001 годы в партии состоял 45-й и 47-й Президент США Дональд Трамп

## Раннее становление
Становление партии произошло в период участия Росса Перо на президентских выборах 1992 года, который, баллотируясь в качестве независимого кандидата, стал первым кандидатом от неосновной партии с 1912 года, которого сочли достаточно конкурентоспособным. Перо сосредоточил внимание на финансовых вопросах, таких как дефицит федерального бюджета и государственный долг; вопросах реформы правительства, таких как ограничения сроков, реформа финансирования кампаний и реформа лоббирования, а также вопросах торговли. Большая часть его сторонников отмечала то, что он акцентировал внимание на жизненно важных проблемах, которые в значительной степени игнорировались двумя основными партиями.
19 июля он приостановил свою кампанию. По прошествии нескольких месяцев Перо возобновил кампанию. По итогам выборов он получил около 18,9 процентов голосов избирателей, что является рекордным уровнем популярности среди кандидатов от третьих партий с тех пор, как Теодор Рузвельт баллотировался от Прогрессивной партии в 1912 году. Он продолжал участвовать в политической жизни после выборов, превратив свою предвыборную организацию (United We Stand America) в лоббистскую группу. Перо сосредоточил свою деятельность на стремлении к упразднению Североамериканской зоны свободной торговли.
В 1995 году организации, которые спонсировали президентскую кампанию Перо, начали объединяться, чтобы основать третью партию, которая должна была соперничать с республиканцами и демократами. Попытка внести партию в избирательный бюллетень во всех пятидесяти штатах увенчалась успехом, несмотря на то, что в некоторых регионах она закончилась судебными исками по поводу требований о доступе к избирательным бюллетеням штата. 

## Развитие партии

### Президентская кампания 2000 года
Дональд Трамп ненадолго вступил в гонку за право представлять партию на выборах 2000 года, дав телевизионные интервью с изложением своей программы. Спустя некоторое время он снялся с предвыборной гонки.
После ожесточённой борьбы Пэт Бьюкенен получил возможность выдвижения от Партии реформ. В 2002 году Бьюкенен вернулся в Республиканскую партию. Многие из сторонников его предвыборной кампании также покинули Партию реформ, чтобы сформировать собственную партию.

### Президентская кампания 2004 года
К Национальному съезду в октябре 2003 года Партия реформ только начала восстанавливаться. Партия увеличила своё присутствие с 24 до 30 штатов и сумела получить доступ к избирательным бюллетеням для семи из них (плохие результаты Бьюкенена в 2000 году привели к потере доступа к избирательным бюллетеням почти для всей партии).
Из-за организационных и финансовых проблем партия решила поддержать кампанию Ральфа Нейдера.

## Лучшие результаты Партии реформ
| Выборы             | Проц.  | Штат                  | Год  | Кандидат           |
| ------------------ | ------ | --------------------- | ---- | ------------------ |
| Президент          | 14.19% | Мэн                   | 1996 | Росс Перо          |
| Президент          | 13.56% | Монтана               | 1996 | Росс Перо          |
| Президент          | 12.71% | Айдахо                | 1996 | Росс Перо          |
| Сенат США          | 15.42% | Миссисипи             | 2002 | Шон О'Хара         |
| Сенат США          | 8.37%  | Канзас                | 2002 | Джордж Кук         |
| Сенат США          | 6.98%  | Миннесота             | 1996 | Дин Баркли         |
| Палата предст. США | 33.70% | Флорида (5 округ)     | 1998 | Джек Гарган        |
| Палата предст. США | 21.09% | Калифорния (21 округ) | 1998 | Джон Эванс         |
| Палата предст. США | 20.99% | Миссисипи (1 округ)   | 2004 | Барбара Дейл Уошер |
| Губернатор         | 36.99% | Миннесота             | 1998 | Джесси Вентура     |
| Губернатор         | 15.33% | Кентукки              | 1999 | Гейтвуд Гэлбрейт   |
| Губернатор         | 2.08%  | Нью-Гемпшир           | 1996 | Фред Браманте      |

### Президентские кампании
| Год  | Кандидат          | Штат        | Предыдущие должности                                                                              | Кандидат в вице-президенты | Штат       | Предыдущие должности                                                                                           | Голоса           | Прим. |
| ---- | ----------------- | ----------- | ------------------------------------------------------------------------------------------------- | -------------------------- | ---------- | --- | ---------------- | ----- |
| 1996 | Росс Перо         | Техас       | Бизнесмен Кандидат в президенты США (в 1992 году)                                                 | Пэт Чоут                   | Вашингтон  | Экономист | 8 085 294 (8.4%) |       |
| 2000 | Пэт Бьюкенен      | Виргиния    | Директор по коммуникациям Белого дома (1985–1987) Кандидат в президенты США (в 1992 и 1996 годах) | Эзола Фостер               | Калифорния | Активист Кандидат в Ассамблею Калифорнии (1986)                                                                | 448 895 (0.4%)   |       |
| 2004 | Ральф Нейдер      | Коннектикут | Юрист, активист Кандидат в президенты США (1996; 2000)                                            | Питер Камехо               | Калифорния | Кандидат в мэры Беркли (1967) Кандидат в президенты США (1976) Кандидат в губернаторы Калифорнии (2002; 2003)  | 465 151 (0.4%)   | [ 3 ] |
| 2008 | Тед Вейл          | Миссисипи   | Кандидат в сенаторы США от Миссисипи (1996)                                                       | Фрэнк Макеналти            | Калифорния | Бизнесмен | 481 (0.0004%)    |       |
| 2012 | Андре Барнетт     | Нью-Йорк    | Предприниматель                                                                                   | Кен Кросс                  | Арканзас   | Инженер, бизнесмен                                                                                             | 962 (0.001%)     | [ 4 ] |
| 2016 | Роки де ла Фуэнте | Калифорния  | Бизнесмен                                                                                         | Майкл Стейнберг            | Флорида    | Юрист Кандидат в Палату представителей Флориды (2002; 2010) Кандидат в Палату представителей от Флориды (2006) | 33 136 (0.02%)   |       |
| 2020 | Роки де ла Фуэнте | Калифорния  | Бизнесмен Кандидат в президенты США (в 2016 году)                                                 | Дарси Ричардсон            | Флорида    | Историк Автор Кандидат в губернаторы Флориды от Партии реформ (2018)                                           | 88 238 (0.06%)   | [ 5 ] |